# Inglewood-Finn Hill
Inglewood-Finn Hill is een plaats (census-designated place) in de Amerikaanse staat Washington, en valt bestuurlijk gezien onder King County.

## Demografie
Bij de volkstelling in 2000 werd het aantal inwoners vastgesteld op 22.661.

## Geografie
Volgens het United States Census Bureau beslaat de plaats een oppervlakte van
20,7 km², waarvan 15,0 km² land en 5,7 km² water.

## Plaatsen in de nabije omgeving
De onderstaande figuur toont nabijgelegen plaatsen in een straal van 8 km rond Inglewood-Finn Hill.